# Zygophylax bifurcata
Zygophylax bifurcata is een hydroïdpoliep uit de familie Lafoeidae. De poliep komt uit het geslacht Zygophylax. Zygophylax bifurcata werd in 1942 voor het eerst wetenschappelijk beschreven door Billard. 